# Krásná (okres Frýdek-Místek)
Obec Krásná (polsky Krasna, německy Krasna) se nachází v okrese Frýdek-Místek v Moravskoslezském kraji. Žije zde 726 obyvatel.
Obec se nachází v kotlině říčky Mohelnice.
Nad obcí se na okraji jejího katastru tyčí vrchol Lysé hory, na který též z obce vede silnice.

## Historie
První písemná zmínka o obci pochází z roku 1639. Významné místo v obživě místních obyvatel sehrával chov dobytka, méně významné bylo zemědělství. Vzhledem k neúrodnosti místních polí, tak museli místní často dokupovat zeleninu a obilí ze sousedních obcí. Poddanské poměry v obci nebyly sice v minulosti utěšené, ale krásenští obyvatelé se nikdy příliš nezapojili do nevolnických povstání a vzpour. V 18. století se z Krásné často odebíraly významné produkty jejího hospodářství – zejména lesnictví – které dále sloužily v průmyslu, či textilkách ve větších městech. 
Větší migrace, turismus a nové komunikační prostředky, které se začaly rozvíjet ve 2. polovině 20. století, zlepšily spojení obce s okolním světem. V roce 1900 navrhla dokonce vídeňská firma ing. Kurt Bauer, stavební podnik pro elektrické a automobilové tramvaje ve Vídni, výstavbu elektrické dráhy z Frýdku přes Dobrou, Nošovice, Nižní a Vyšní Lhoty na Morávku a do Krásné. K její realizaci však nikdy nedošlo. 
Krajinou obce rád putoval Petr Bezruč, který si to oblíbil i zde, jako na mnoha místech v Beskydech, a při besedách s místními lidmi se nechával inspirovat ke svým básním. Nejznámější balada ze Slezských písní Maryčka Magdonova prý vznikla po návštěvě hospody na Zlatníku, kde tento příběh vyprávěl jeden z horalů.

## Obyvatelstvo

Věková struktura obyvatel obce Krásná roku 2011

## Členění obce
Obec leží na katastrálním území Krásná pod Lysou Horou a má 6 základních sídelních jednotek – Borové, Krásná, Nižní Mohelnice, Pod Krásnou, Sihly a Vyšní Mohelnice.
Na území Krásné se nachází i horské osady Zlatník a Visalaje.

## Pamětihodnosti
- Zemědělská usedlost čp. 10 s roubenou stodolou a ovčínem
- Přírodní rezervace Lysá hora
- Přírodní rezervace Malenovický kotel
- Přírodní rezervace Travný
- Přírodní rezervace Zimný potok
- Přírodní památka Obidová

## Kultura
- Veselé večery na Krásné – Kulturní akce pořádané místními občany.
- Knihovny – Obec Krásná provozuje dvě knihovny. Každá z nich náleží k jedné místní části.